# Amomum tsao-ko
Espèce
Synonymes
- Amomum hongtsaoko C.F.Liang & D.Fang[1]
- Lanxangia tsaoko Amomum tsaoko Crevost & Lemarie, 1917 (préféré par NCBI)[2]

Statut de conservation UICN

 NT  : Quasi menacé
Amomum tsao-ko, ou Amomum tsaoko, ou la cardamome tsao-ko, est une espèce de plantes de la famille des Zingibéracées. Elle a été décrite scientifiquement par Crevost et Lemarié en 1917. Son nom vient du chinois cao guo.
Cette plante pousse en altitude à quatre endroits sur une superficie estimée à 7,989 km2 dans le sud de la Chine (Yunnan), des provinces du nord du Laos et du nord du Vietnam.
,  Si Amomum tsao-ko est classée dans la catégorie « quasi menacée » par l'Union internationale pour la conservation de la nature, car ses fruits comestibles ont fait l’objet d’une cueillette excessive pour le commerce, elle est cultivée artificiellement au Yunnan et disponible sur tous les marchés (cf. version en chinois simplifié du même article).

## Utilisation
Amomum tsao-ko, dans ses versions sauvages et cultivées, est utilisée dans la pharmacopée traditionnelle chinoise ainsi que dans les cuisines chinoise et vietnamienne. Ses fruits murs sont consommés au Laos.